# 四罪
四罪（しざい、Sìzuì）とは、中国神話に登場する天下に害をなした四柱の悪神。四凶と混同されることがある。舜四凶とも称される。

## 該当する悪神
- 共工（きょうこう）
- 驩兜（かんとう）
- 鯀（こん）
- 三苗（さんびょう）

『史記』舜本紀では、共工は北狄、驩兜は南蛮、三苗は西戎、鯀は東夷と四罪それぞれが四方位に住む種族たちになったとしている。